# Antonio Guayre Betancor Perdomo
Antonio Guayre Betancor Perdomo (nascut el 3 d'octubre de 1980 a Las Palmas de Gran Canaria) és un futbolista canari que juga actualment al CD Lugo.